# Cold Creek Manor
Cold Creek Manor – kanadyjsko-amerykańsko-angielski thriller z 2003 roku w reżyserii Mike’a Figgisa. Zdjęcia kręcono w kanadyjskim Cambridge.

## Fabuła
Malżeństwo z dwójką dzieci, zmęczone dużym miastem, wyprowadza się z Nowego Jorku. Okazyjnie kupują wiejską posiadłość „Cold Creek Manor”. Niespodziewanie pojawia się Dale Massie, dawny właściciel nieruchomości, który stracił ją w wyniku zaległości w spłacaniu bankowi kredytu hipotecznego. Dale właśnie opuścił więzienie, gdzie odbywał karę trzech lat pozbawienia wolności za wypadek drogowy, którego skutkiem była śmierć człowieka. Twierdzi, że był niewinny, poza tym wydaje się być sympatycznym człowiekiem. Jest bez pracy, a „Cold Creek Manor” wymaga dużego remontu. Dale prosi o pracę przy remoncie posiadłości, którą zna „na wylot”, a Cooper zatrudnia go. Po tym zaczynają się kłopoty, różne niebezpieczne zdarzenia. Okazuje się, że Dale ma jednak żal o odebranie mu jego nieruchomości. Cooper odkrywa, że Dale zabił swoją żonę i dzieci, a zwłoki ukrył w ogrodzie, gdzie odnajdują je Cooper i Leah. Dochodzi do konfrontacji w deszczu małzeństwa z Dalem. Teraz, po odkryciu jego tajemnicy i ciał, Dale chce ich zabić, by pozbyć się świadków. Ostatecznie to Cooper i Leah pozbawiają życia Dale'a, zrzucając go z dachu willi.

## Obsada
- Dennis Quaid jako Cooper Tilson
- Sharon Stone jako Leah Tilson
- Stephen Dorff jako Dale Massie, były właściciel „Cold Creek Manor”
- Dana Eskelson jako szeryf Annie Ferguson
- Paula Brancati jako Stephanie Pinski
- Kristen Stewart jako Kristen Tilson
- Jill Fleischman jako urzędnik w biurze szeryfa
- Juliette Lewis jako Ruby
- Christopher Plummer jako pan Massie
- Raoul Bhaneja
- Shauna Black
- George Buza
- Aidan Devine
- Stephanie Morgenstern
- Ray Paisley
- Wayne Robson
- Philip Williams
- Ryan Wilson
- Timm Zemanek